# SAI Ambrosini Sagittario
El SAI Ambrosini Sagittario (o Sagittario I o Turbofreccia) fue el prototipo del primer avión militar italiano a turborreacción construido después de guerra. Fue diseñado por el ingeniero Sergio Stefanutti y construido por la Sociedad Aeronáutica Italiana Ambrosini en 1950.

## Diseño y desarrollo

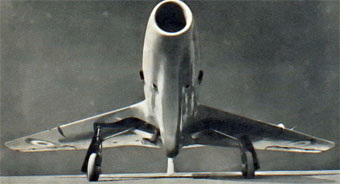
El Sagittario I visto desde abajo.

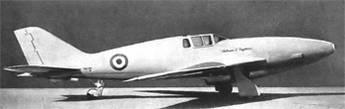
Sagittario I con triciclo trasero.

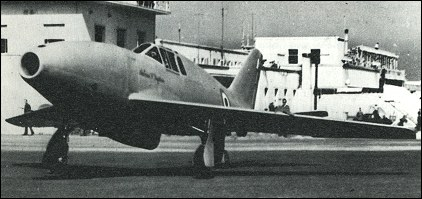
Vista frontal del Sagittario I.

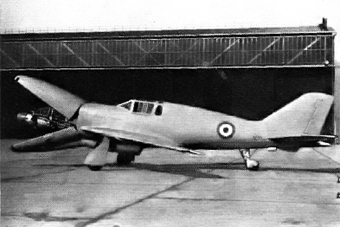
Motor descubierto.

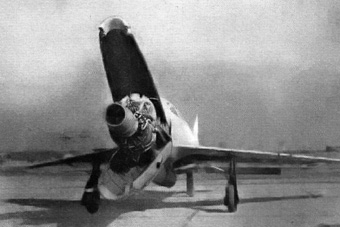
Fuselaje abierto a pétalos.

El Sagittario I estaba construido en madera y montaba un motor lineal Alfa Romeo 115Ter de 225 hp; este prototipo (llamado también Prototipo n. 1 o Freccia (Flecha)) fue volado la primera vez por Ireneo De Crescenzo entre el 18 julio y el 1 de agosto de 1952. Este modelo se desarrolló del modelo en madera de la anteguerra SAI Ambrosini S.7, considerado "el avión más bello del mundo".
El Sagittario I utilizaba el fuselaje del S.7, del cual mejoraba la aerodinámica necesaria para el vuelo transónico con la adopción de alas a flecha de 45°. Se consideraba como modelo de transición a la espera de probar motores más potentes. La opción de usar partes de una aeronave ya construida nacía de la necesidad de utilizar elementos existentes, debido a la falta en la posguerra de túneles del viento, para efectuar los complejos cálculos de un prototipo completamente nuevo. Este único ejemplar construido hizo falta para desarrollar las alas de flecha y los fenómenos de compresión aerodinámica a velocidad transónica.
Sobre el prototipo Freccia se instaló un motor a reacción, el turborreactor Turbomeca Marboré II de 3,7 kN (840 lbf) de empuje a 22 600 rpm; este prototipo se llamó Sagittario I o Turbofreccia (o Prototipo n. 2). El Sagittario I efectuó el primer vuelo el 26 de marzo de 1953 en Ciampino.
Sucesivamente, en 1953 fue desarrollado el Sagittario 2, producido por la compañía Aerfer, más experta en terminaciones metálicas que la SAI Ambrosini. Este fue el primer avión supersónico que concurrió al concurso para la adopción de un caza de la fuerza aérea de la OTAN; volviendo a la natural conclusión de los estudios hechos sobre las alas a flecha de la SAI Ambrosini. El primer vuelo del Sagittario 2 fue efectuado en Vigna de Valle el 19 de mayo de 1956, por el piloto Costantino Petrosellini.

### Características técnicas
Tenía como característica la presencia de una apertura de aire sobre el morro del fuselaje, mientras la descarga de los gases se producía bajo el piloto. El acceso al motor se producía con la apertura del recubrimiento del fuselaje con un aspecto de pétalos.
En el prototipo del reactor, el fuselaje en madera fue alargado respecto al precedente Freccia, mientras que la parte delantera del fuselaje, que hospedaba el motor, estaba construida en metal.
El tren de aterrizaje del Sagittario I tenía una rueda trasera que se retraía por detrás de los gases de escape. El modelo subsiguiente Sagittario II cambiará este tren de aterrizaje por un más moderno tren triciclo delantero.

## Variantes
Freccia (Prototipo n. 1)
Prototipo con motor a hélice Alfa Romeo 115Ter, uno construido.
Sagittario I (Prototipo n. 2, Turbofreccia)
Prototipo Freccia con turborreactor Turbomeca Marboré II, uno convertido.

## Operadores
Italia
- Aeronautica Militare: operó el único prototipo en pruebas de evaluación.[6]

## Especificaciones

### Características generales
- Tripulación: Uno (piloto)
- Planta motriz: 1× turborreactor Turbomeca Marboré.
  - Empuje normal: 3,7 kN (377 kgf; 832 lbf) de empuje.

### Rendimiento
- Velocidad máxima operativa (Vno): 560 km/h (348 MPH; 302 kt)

## Aeronaves relacionadas

### Desarrollos relacionados
- Ambrosini S.7
- Aerfer Sagittario 2
- Aerfer Leone
- Aerfer Ariete

### Aeronaves similares
- Yakovlev Yak-15